# Ардуэнго, Энтони Джозеф
Энтони Джозеф Ардуэнго III (род. в 1952 г., Тампа, Флорида) — химик, профессор практики в Технологическом институте Джорджии, почетный профессор химии в Университете Алабамы, внештатный профессор в Институте неорганической химии Брауншвейгского технического университета в Германии и соучредитель коалиции StanCE. Известен по работам над соединениями с необычной валентностью, особенно стабильными карбенами.

## Ранние годы
Энтони Ардуэнго родился в 1952 году в Тампе, штате Флорида. Вырос в районе Атланты, штата Джорджии. Его отец, будучи журналистом в AtlantaJournal-Constitution и механиком, привил своему сыну интерес и навыки ко всему механическому и научному. К 16 годам Энтони вместе с своим отцом собрал из различных деталей свою первую машину, которая впоследствии была признана пригодной для эксплуатации и допущена к использованию на дорогах общего пользования. Впоследствии, претерпев некоторые модификации, машина была приспособлена для работы на альтернативных видах топлива, включая спирт и водород. Это определило профессиональное участие Ардуэнго в исследованиях Национальной инициативы по водородному топливу (HFI) президента Буша в 2003 году и Программы химического хранения водорода Министерства энергетики США более чем на 30 лет.

## Образование
Ардуэнго учился в начальных школах Bouldercrest (1958—1960) и Meadowview (1960—1965), а также в средней школе WalkerHighSchool (1965—1969). Окончив в 1969 году среднюю школу, он поступил на совместную программу для учащихся старших классов в GeorgiaTech (JEPHS). Свою исследовательскую деятельность Ардуэнго начал в лаборатории профессора Чарльза Л. Лиотты. Перейдя в исследовательскую группу ЭдвардаМ.Берджесса, он получил стипендию NSF для студентов старших классов (1972—1973 гг.). Степень бакалавра с отличием (cumlaude) Ардуэнго получил в 1974 году, а степень доктора наук (PhD) в 1976 году в GeorgiaTech под руководством Берджесса. Это сделало его академическим наследником Юстуса фон Либиха.

## Карьера
Ардуэнго занимал должность научного сотрудника в DuPont в 1976-77 и в 1984-98 гг., а с 1977 по 1984 работал доцентом в Университете Иллинойса. В 2018 году он закончил преподавательскую деятельность и в настоящее время является профессором практики в Школе химии и биохимии в Технологическом институте Джорджии, почетным заведующим кафедрой химии в Университете Алабамы и внештатным профессором в Техническом университете в Брауншвейге, Германия.
Свою карьеру Ардуэнго начал в 1977 году в отделе химических наук в Центральном департаменте Исследований и Разработок DuPont. В 1988 он был назначен руководителем исследований. После перехода в отдел полимерных наук в 1991 году Ардуэнго повысили до руководителя группы. В 1995 он получил должность научного сотрудника в DuPont. Возвращению Ардуэнго в академическую сферу способствовало присуждение ему премии Александра фон Гумбольдта за научные исследования в 1996. Этот год он провел в Техническом университете в Брауншвейге, Германия. По возвращении в DuPont Ардуэнго сохранил должность приглашенного профессора в Брауншвейге, а в 1999 году занял должность профессора химии в Университете Алабамы в Таскалусе.

## Исследования

### Аспирантское исследование в GeorgiaTech
Ардуэнго специализировался на изучении нестандартных химических связей и необычных валентностей. Во время аспирантуры в группе Берджесса он занимался химией элементов основной органической группы, особенно тиокарбонилилидов и низкокоординированных гипервалентных соединений серы.
- Тиокарбонилилид из докторской диссертации Ардуэнго 3D структура
- Гипервалентный сульфуранид  3D структура

### DuPont 1977
В 1977 году Ардуэнго начал свою работу в компании DuPont, присоединившись к исследовательской химической группе Говарда Симмонса в отделе CR&D. Его первым проектом было изучение триметилсилиловых эфиров неорганических кислот как реагентов для органического синтеза.

### Университет Иллинойса 1978—1984
В Иллинойсе Ардуэнго углубился в изучение химии элементов основной группы, в частности органических соединений с необычными валентностями. Именно в этот период он начал публиковать работы о химии электронодефицитных карбенов. Эти исследования привели к первым определениям структуры нитрилилида и карбонилида. Позже его работа с химией карбенов стала наиболее значимым вкладом в науку. В годы обучения в Иллинойсе Ардуэнго активно сотрудничал с коллегой, Дж. К. Мартином, который, будучи физико-органическим химиком, также занимался химией элементов основной группы и гипервалентностью. Их дискуссии привели к разработке системы номенклатуры N-X-L для описания необычных молекулярных структур и связей с центрами элементов основной группы. В группе Ардуэнго в Иллинойсе было синтезировано и охарактеризовано первое 10-электронное 3-координированное соединение фосфора с плоской Т-образной структурой (ADPO). Эта работа положила начало новых исследований в области химии элементов основной группы, включая открытие инверсии края, после возвращения Ардуэнго в DuPont. Финальным исследованием группы Ардуэнго в Иллинойсе была работы по аналогичному соединению мышьяка (ADAsO).
- Диазотетракис(трифторметил)циклопентадиен (ДТТЦ) 3D
- Структура нитрилилида, определенная Ардуэнго и Янулисом (Janulis) 3D
- Структура карбонилилида 3D
- 10-электронное 3-координированное соединение фосфора 3D
- 10-электронное 3-координированное соединение мышьяка 3D

### DuPont 1984—1999
Вернувшись в DuPont в 1984 году, Ардуэнго продолжил исследования молекулы ADPO и её аналогов в Центральном департаменте исследований и разработок. Это направление исследований было очень продуктивным и послужило основой для множества публикаций о новых и необычных связях. Изучение химии ADPO привело к открытию нового процесса — инверсии края, который был подробно изучен и смоделирован в совместной работе Ардуэнго и Дэвида А. Диксона в DuPont. Команда DuPont также провела экспериментальное подтверждение нового пути инверсии в 3-координированных фосфорных центрах и в 4-координированной молекуле германия.
Работа Ардуэнго в DuPont также включала несколько прикладных проектов, в том числе разработку гибкой полиимидной пленки Kapton-ZT, широко используемой в электронике для гибких печатных плат, соединений и изоляции. Исследования Ардуэнго в DuPont часто переплетались с его интересами вне лаборатории, например, спортивными автомобилями. Он внес вклад в разработку автомобильных покрытий с низким содержанием летучих органических соединений, разработав катализаторы для новой химии сшивания, используемой DuPontPerformanceCoatings в красках нового поколения с низким содержанием летучих органических соединений. Такие водорастворимые эксплуатационные покрытия DuPont были использованы компанией Lotus в моделях Elise и Exige. Усилия Ардуэнго по синтезу в промышленных масштабах катализаторов для красок привели к возвращению его исследований в область химии карбенов, преимущественно в направлении нуклеофильных соединений. Наблюдение за хорошей устойчивостью реакций синтеза катализаторов к изменению условий и введению заместителей заставило Ардуэнго предположить, что имидазол-2-илидены, которые были промежуточными продуктами в синтезах, должны быть гораздо более стабильными, чем считалось ранее.
Когда проект автомобильных покрытий завершился, Ардуэнго предложил руководству CR&D выделить эти предположительно стабильные карбены и изучить их химию. Предложение было отклонено, так как считалось, что карбены — это реакционноспособные промежуточные соединения, которые не могут быть выделены в стабильном виде. Однако Ардуэнго решил провести эксперимент. В 1991 году, спустя более 150 лет после первых попыток, в лабораториях DuPont был выделен и охарактеризован первый стабильный кристаллический карбен. После этого успеха Ардуэнго получил поддержку руководства DuPont и исследования в этой области продолжились. В результате были получены и охарактеризованы карбены с различными заместителями. Насыщенные имидазолин-2-илидены, которые были тщательно исследованы Гансом-Вернером Ванцликом тридцатью годами ранее, но не были выделены, также оказались достаточно стабильными для выделения с соответствующими заместителями у азота. Был получен стабильный на воздухе карбен. Химия была расширена за счет включения тиазол-2-илиденов (предположительно существующих в 1957 году как реакционноспособное промежуточное вещество в каталитическом цикле витамина B1, но не выделенных в течение 40 лет). Имидазол-2-илидены были подробно охарактеризованы с помощью их ЯМР-спектров, фотоэлектронной спектроскопии и точного экспериментального картирования электронной плотности с помощью методов рентгеновской и нейтронной дифракции.
Характеристика стабильных карбенов группой Ардуэнго продолжилась широкомасштабным изучением их химии. Эта новая область исследований включала реакции карбенов с различными элементами, включая йод, алюминий, медь, серебро, магний, цинк, германий, никель, платину, лантаноиды и водород в форме бис(карбен)-протонного комплекса. В 1996 году, во время работы по программе Исследовательской премии Александра фон Гумбольдта, Ардуэнго также занимался изучением химии карбенов совместно со своим принимающим профессором, Рейнхардом Шмутцлером. В Брауншвейге Ардуэнго изучал взаимодействие имидазол-2-илиденов с фторированными неорганическими соединениями. Новые структуры включали аддукты карбен•фенилтетрафторфосфоран, карбен•PF5, карбен•AsF5, карбен•SbF5 и карбен•BF3. Последние работы Ардуэнго по карбенам в DuPont включали синтез и характеристику аддуктов карбен•щелочноземельный металл, карбен•сурьма, карбен•кадмий и карбен•литий. В лаборатории Ардуэнго также изучались реакции карбенов с фосфиниденами и реакции вставки имидазолин-2-илиденов.
В 1998 году Ардуэнго и его коллеги вновь изучили более ранние попытки получить стабильные карбены в лаборатории Ванцлика, исходя из опыта, полученного в DuPont. Хотя предполагалось, что большинство работ Ванцлика с насыщенными имидазолин-2-илиденами без объемных заместителей у азота приведут к образованию димеров, ненасыщенный 1,3,4,5-тетрафенилимидазол-2-илиден оставался примером карбена, который мог быть выделен. Пересмотр оригинальной процедуры Ванцлика выявил некоторые ключевые экспериментальные особенности, которые могли препятствовать первоначальным исследованиям. Устранив эти проблемы, ученые DuPont смогли выделить целевой карбен и полностью охарактеризовать его, включая определение рентгеновской структуры. В знак уважения к Гансу-Вернеру Ванцлику эти результаты были опубликованы под названием «1,3,4,5-тетрафенилимидазол-2-илиден: реализация мечты Ванцлика».
- Аналог соединения ADPO с сурьмой (ADSbO), синтезированный Ардуэнго 3D
- Девятикоординированный комплекс висмута, синтезированный Ардуэнго 3D
- Насыщенный аналог ADPO, использованный Ардуенго для проверки инверсии края в 3-координированном фосфоре
- Соединение германия, использованное Ардуенго для проверки инверсии края в 4-координатных центрах 3D
- Первый стабильный кристаллический карбен, полученный в компании DuPont 3D
- Первый полностью охарактеризованный имидазолин-2-илиден, выделенный в DuPont 3D
- Стабильный тиазол-2-илиден (аналог витамина B1) 3D
- Стабильный на воздухе карбен 3D
- Стабильный малый пердейтерокарбен, используемый для экспериментов по точному картированию электронной плотности 3D
- Тетрафенилимидазол-2-илиден Ванцлика, выделенный и охарактеризованный в DuPont 3D

### Университет Алабамы 1999—2020
В Университете Алабамы исследования лаборатории Ардуэнго были сосредоточены на модификации структуры имидазол-2-илиденов с помощью эффектов заместителей, что привело к созданию новых соединений, таких как имидазол-2-илиден, конденсированный с циклопентадиеном. Группа Ардуэнго также провела исследования необычных валентностей в дифосфациклобутан-2,4-диилах совместно с профессорами Масааки Йошифудзи и Шигеказу Ито. Кроме того, Ардуэнго руководил исследовательскими программами в области химического хранения водорода и нелинейных оптических материалов. В 2015 году совместно с профессором Тиллем Опатцем (Университет имени Иоганна Гутенберга в Майнце) Ардуэнго создал коалицию StanCE, продвигающей идеи устойчивой химии на основе древесной биомассы (ксилохимии).

### Технологический институт Джорджии 2020 — настоящее время
В июне 2020 года Ардуэнго вернулся в свою альма-матер, Технологический институт Джорджии, в качестве профессора практики. Он продолжает свои исследования в области химии карбенов, а также активно участвует в поддержке Института лекарств для всех, продвижению устойчивой химии и партнерстве по возвращению критических химических производственных технологий в США.

## Награды
- 1972, 1973 — Стипендия бакалавриата NSF.
- 1996 — Золотая медаль за «Выдающиеся достижения в исследованиях химии основных групп» от Международного совета по химии основных групп.
- 1996 — Премия Александра фон Гумбольдта за выдающиеся научные достижения.
- 1999—2000 — Лекторская деятельность Уолтера Дж. Шьюта.[60]
- 2007 — Член Американской ассоциации содействия развитию науки.
- 2013 — Лекторская программа Чарльза М. Найта, Университет Акрона.[61]